# Przemysł motoryzacyjny w Polsce
Przemysł motoryzacyjny w Polsce – część polskiej gospodarki. W 2016 roku produkcja pojazdów samochodowych, przyczep, naczep oraz pozostałego sprzętu transportowego stanowiła 11,7% całej produkcji przemysłu w Polsce. Polska jest jednym z największych producentów samochodów w Europie Środkowo-Wschodniej. W 2016 roku Polska zajmowała 21. miejsce wśród największych producentów samochodów w świecie.

## Historia

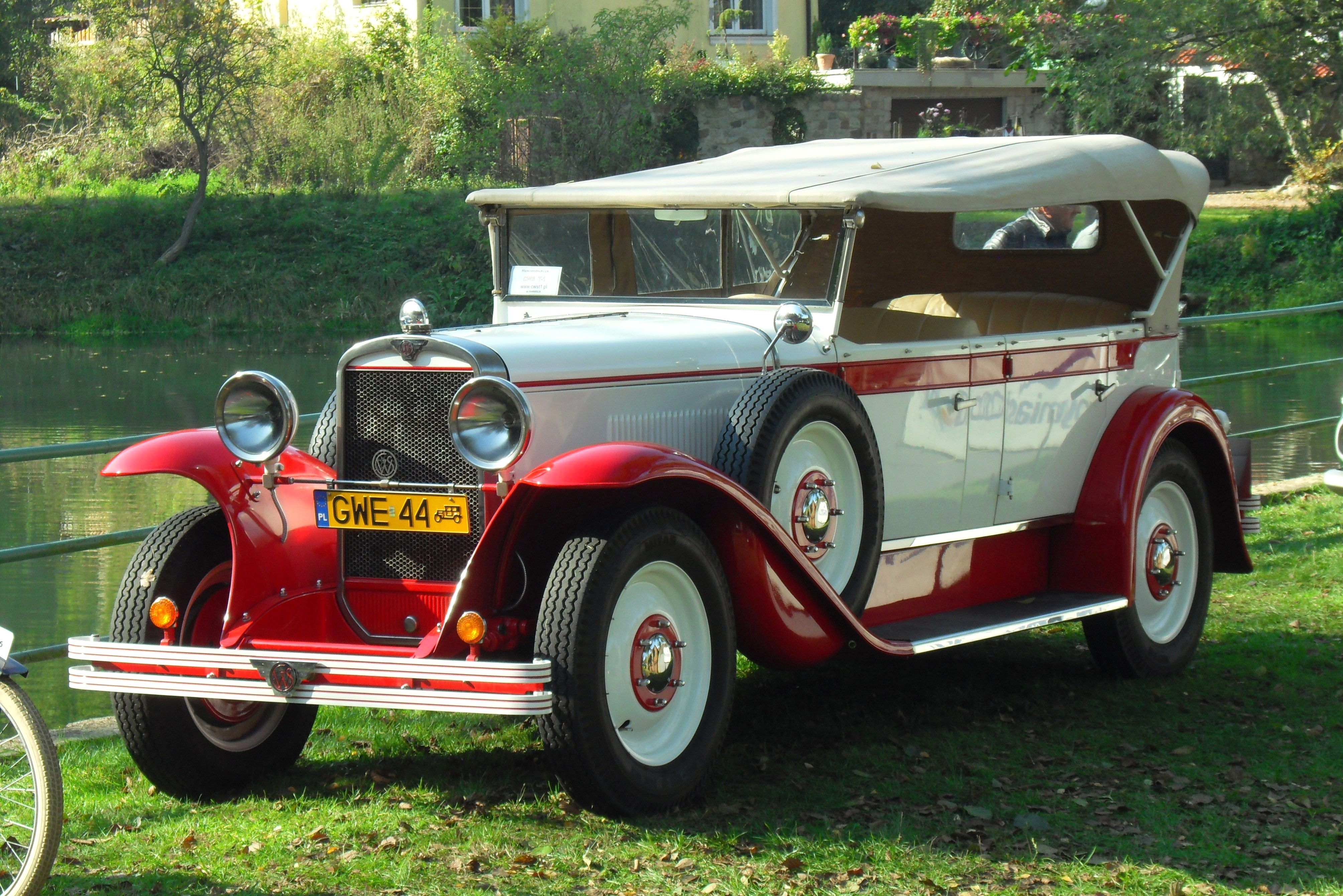
Replika CWS T-1, pierwszego polskiego samochodu produkowanego seryjnie

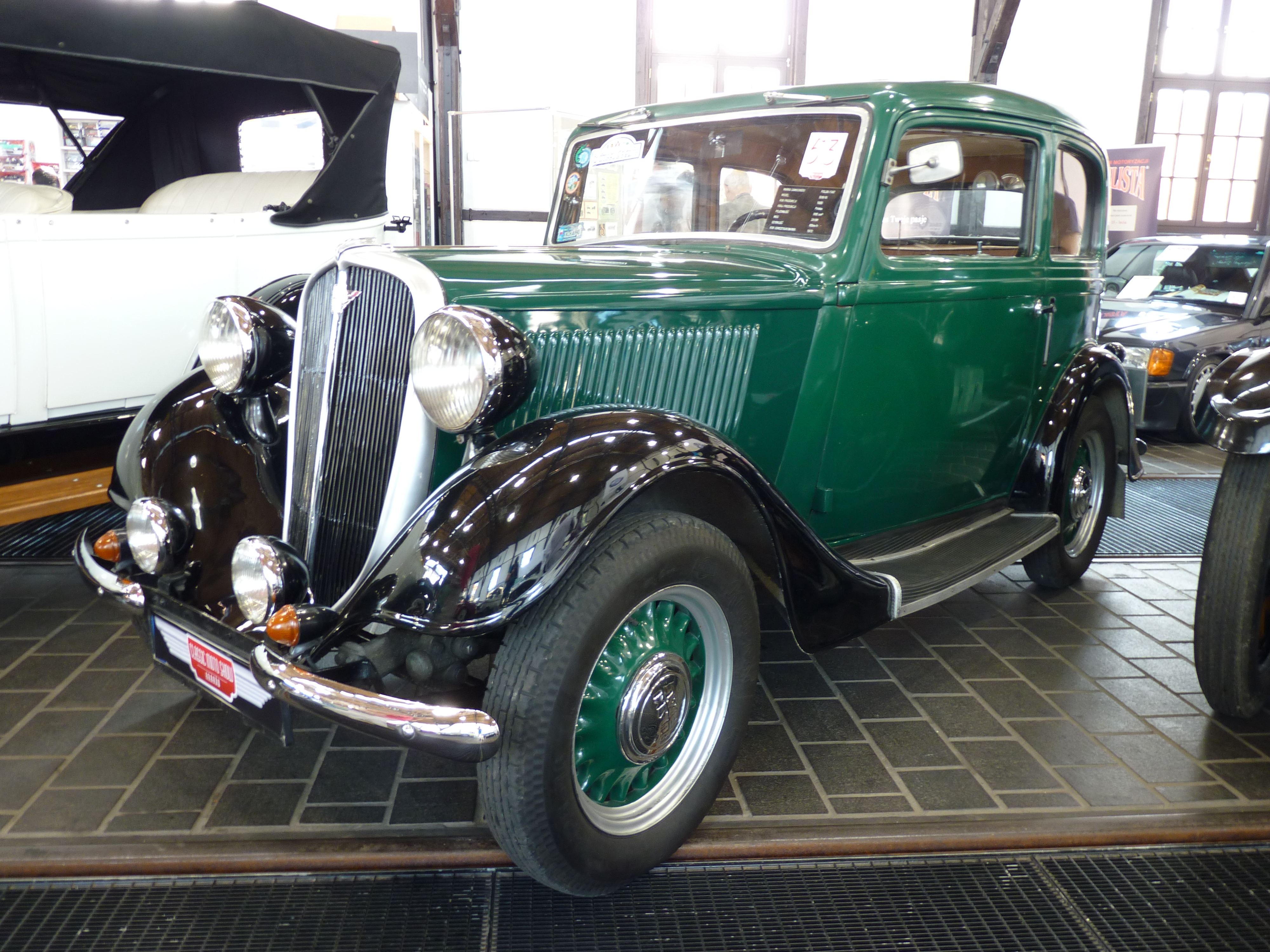
Polski Fiat 508 – najpopularniejszy samochód w II RP

Jednymi z pierwszych przedsiębiorstw produkujących samochody w Polsce były założone w 1893 roku zakłady Ursus znane z produkcji m.in. traktorów od 1922 roku oraz Centralne Warsztaty Samochodowe założone w 1918 roku.

### II Rzeczpospolita
Do najbardziej znanych producentów samochodów w okresie II RP zaliczały się: Centralne Warsztaty Samochodowe (w 1928 roku wchłonięte przez PZInż) produkujące m.in. pierwszy polski seryjny samochód CWS T-1, K. Rudzki i S-ka produkujący samochód Ralf-Stetysz, Lilpop, Rau i Loewenstein produkujący samochody na licencji koncernu General Motors, Państwowe Zakłady Inżynierii produkujące m.in. Polskiego Fiata 508 oraz autobusy i pojazdy ciężarowe, Towarzystwo Budowy Samochodów AS produkujące samochody AS S1 i S2, Ursus produkujący m.in. ciężarówki i autobusy Ursus A oraz kilka montowni zagranicznych marek. Jednak w porównaniu z innymi krajami Europy takimi jak Francja, Wielka Brytania czy Czechosłowacja produkcja samochodów w Polsce była niewielka. Wynikało to początkowo z trudnej sytuacji gospodarczej po I wojnie światowej i wojnie polsko-bolszewickiej, a pod koniec lat 20. z kryzysu światowego, który także wpłynął negatywnie na rozwijający się małymi krokami przemysł samochodowy w Polsce.
Ponowny rozwój produkcji przypadł na drugą połowę lat 30. w konsekwencji podpisania przez polski rząd porozumienia z włoskim Fiatem dotyczącym produkcji na licencji w Państwowych Zakładach Inżynierii samochodów Fiat, m.in. Polskiego Fiata 508, najtańszego i najpopularniejszego samochodu końca lat 30. w Polsce.
W 1936 roku spółka „Lilpop, Rau i Loewenstein” podpisała umowę licencyjną z koncernem amerykańskim General Motors Corporation, która gwarantowała spółce wyłączność na sprzedaż i prawo produkcji w Polsce samochodów o następujących markach: Buick, Chevrolet oraz Opel.
W 1937 roku rząd Polski, chcąc pobudzić rozwój rodzimego przemysłu, zezwolił obywatelom na odliczanie od podatku dochodowego 20% ceny zakupionego samochodu osobowego produkcji krajowej.
W 1939 roku ruszył montaż samochodów niemieckich marek, jak m.in. BMW i Mercedes-Benz, do wybuchu wojny zmontowano ok. 50 pojazdów. Do 1939 roku w wychodzącej z kryzysu Polsce produkcja samochodów zaczęła wzrastać, jednak skala nadal nie była wysoka w porównaniu do krajów zachodnich czy chociażby Czechosłowacji z racji skupienia się polskiej gospodarki na ważniejszych ówcześnie gałęziach przemysłu jak m.in. przemysł zbrojeniowy. Agresja Niemiec i ZSRR we wrześniu 1939 roku stały się przyczyną kolejnego zatrzymania rozwoju przemysłu samochodowego w Polsce. Po II wojnie światowej wszystkie zakłady produkujące samochody przed wojną były zniszczone i rozgrabione, na co wpływ miały działania wojenne w 1939 roku, rabunkowa okupacja niemiecka, a także celowe zniszczenia i rozgrabianie zakładów przemysłowych przez Niemców po powstaniu warszawskim (większość zakładów produkujących samochody w Polsce znajdowała się w Warszawie).

### Polska Rzeczpospolita Ludowa

FSO Warszawa – pierwszy samochód produkowany seryjnie po wojnie w Polsce (na zdjęciu model M20-57)

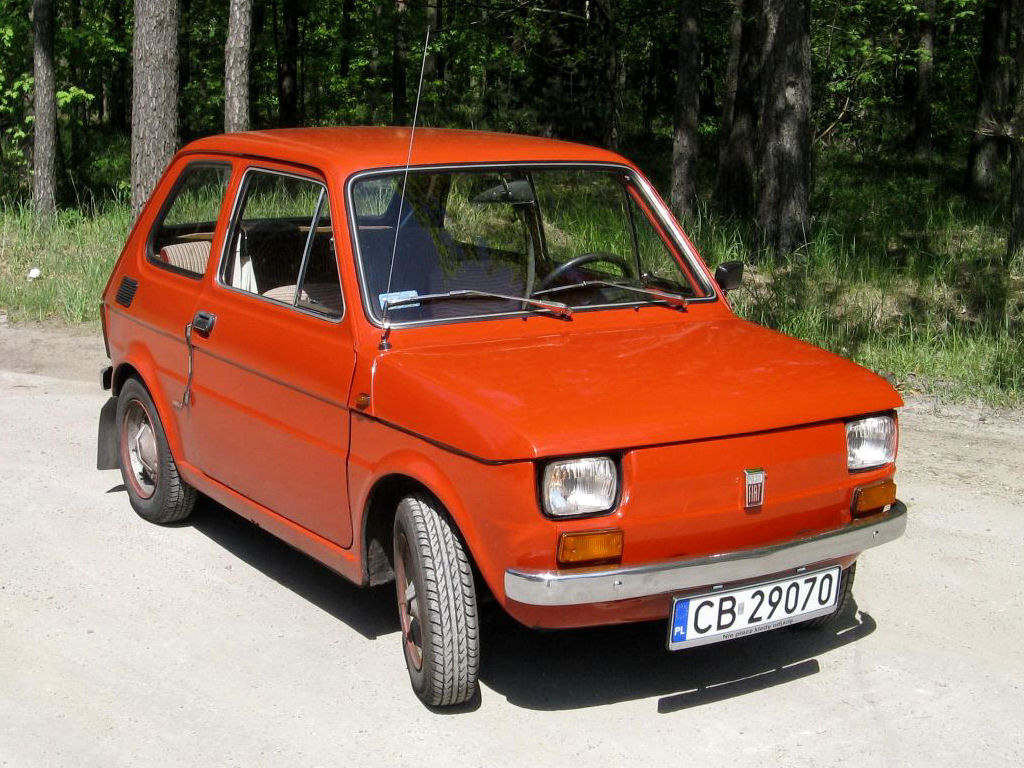
Polski Fiat 126p, 1973, jeden z najbardziej rozpoznawalnych samochodów produkowanych w Polsce

Po II wojnie światowej nie przywrócono żadnego przedwojennego producenta i marki prócz Ursusa, który zajął się po wojnie produkcją głównie ciągników, a wraz z nową rzeczywistością centralnie planowanej gospodarki PRL produkcją samochodów zajęły się nowe zakłady. Były to m.in. Fabryka Samochodów Osobowych, Fabryka Samochodów Ciężarowych w Lublinie, Zakład Samochodów Dostawczych w Nysie (od 1986 roku w składzie FSO), Fabryka Samochodów Małolitrażowych, Fabryka Samochodów Rolniczych w Poznaniu, Autosan, Jelczańskie Zakłady Samochodowe oraz Fabryka Samochodów Ciężarowych „Star”. Zakłady te wchodziły w skład Zjednoczenia Przemysłu Motoryzacyjnego „Polmo” w latach 1952–1982, a po przekształceniu zjednoczenia w skład Zrzeszenia Producentów Samochodów „Polmo” do początków transformacji systemowej. W latach 1957–1960 także zakłady lotnicze WSK Mielec produkowały samochody Mikrus MR-300, a od 1971 roku pojazdy elektryczne Melex, a Huta Stalowa Wola dźwigi samojezdne pod marką Hydros.
W roku 1980 wyprodukowano 417 834 samochody co dawało Polsce 13. miejsce na świecie, 8. w Europie i 2. po ZSRR w bloku wschodnim. Z najbardziej znanych modeli osobowych można wymienić: Warszawę, Syrenę, FSO/Polskiego Fiata 125p oraz Polskiego Fiata 126p i Poloneza. Polski Fiat 126p, czyli „maluch” był najbardziej znanym samochodem z tego okresu oraz był najliczniej produkowanym samochodem w historii Polski (3 318 674 sztuk).

### III Rzeczpospolita

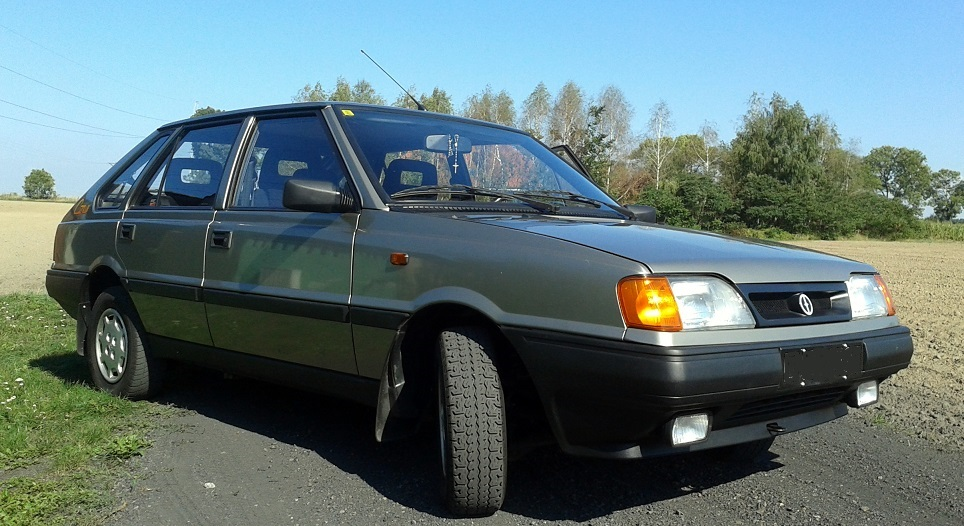
FSO Polonez Caro – jeden z najpopularniejszych samochodów w Polsce lat 90.

Po zmianie ustroju w 1989 roku rozpoczęła się prywatyzacja zakładów produkujących samochody.
W 1992 roku Fabryka Samochodów Małolitrażowych w wyniku umowy rządu Jana Olszewskiego z dnia 28 maja 1992 roku o utworzeniu spółki z przedsiębiorstwem Fiat SA, zmieniła nazwę na Fiat Auto Poland SA, a w 1994 roku w wyniku wygaśnięcia umowy licencyjnej wycofano z rynku markę Polski Fiat (126p), produkując nadal samochody pod marką Fiat. Zmieniono logo na jednolite w całym koncernie. Do dziś przejęcie FSM przez Fiata jest uważane za wrogie i kontrowersyjne.
W 1993 roku Fabryka Samochodów Rolniczych (w tym samym roku zmiana nazwy na Tarpan Sp. z o.o.) utworzyła spółkę joint venture z Volkswagenem o nazwie Volkswagen Poznań, już w 1996 roku przedsiębiorstwo Tarpan zlikwidowano, a spółka przeszła w 100% do koncernu Volkswagen AG.
W 1994 roku Sobiesław Zasada Centrum S.A. przejął zakłady Autosan, a w 1995 roku Jelcza i Stara, gdzie przejęcie tych zakładów jest również uważane za wrogie i kontrowersyjne, gdyż Autosan ogłosił bankructwo w 2013 roku. Star mimo planów rozbudowy został w 1999 roku sprzedany niemieckiemu koncernowi MAN, a w 2004 roku większość produkcji przeniesiono do Austrii i w 2006 r. wygaszono całkowicie produkcję w Polsce, następnie w 2009 roku ostatecznie zlikwidowano markę Star, zaś Jelcz upadał etapami – w 2004 roku Jelcz Samochody Ciężarowe Sp. z o.o. ogłosiły bankructwo, a w 2008 roku produkujące autobusy Zakłady Samochodowe Jelcz S.A..
W 1995 roku Fabryka Samochodów w Lublinie została przejęta przez Daewoo, po czym utworzono spółkę Daewoo Motor Polska, w tym samym roku Daewoo przejęło także FSO w Warszawie, a rok później utworzono spółkę Daewoo-FSO.
W latach 90. powstawały także nowe przedsiębiorstwa jak m.in. Automet w 1990 roku, Neoplan Polska w 1994 roku, który został przekształcony w 2001 roku w Solaris Bus & Coach (marka Solaris od 1999 roku), oraz AMZ-Kutno w 1999 roku. Powstały także zagraniczne przedsiębiorstwa, m.in. polska Kapena w 1992 roku zawiązała spółkę joint venture ze szwedzką Scanią, a w 1998 roku podjęła współpracę z włoskim producentem autobusów, spółką Cacciamali, która w 2000 roku została głównym udziałowcem Kapeny. W 2003 roku Kapena stała się głównym przedstawicielem koncernu Irisbus w Polsce i rozpoczęła budowę nowego zakładu, jednocześnie Scania wykupiła wszystkie udziały w spółce Scania-Kapena i przekształciła się w Scania Production Słupsk. W 1996 roku powstawały także fabryki Opla w Gliwicach, Volvo we Wrocławiu i MAN Bus w Sadach pod Poznaniem.
Produkcja wzrosła do 650 tys. około roku 1999 i spadła w kolejnych latach w wyniku m.in. bankructwa Daewoo, do którego należały fabryki w Warszawie, Lublinie i Nysie (Daewoo-FSO wraz z Fiat Auto Poland były czołowymi producentami samochodów w kraju), a także w wyniku załamania się rynku nowych samochodów w Polsce po wejściu do UE i rozpoczęcia na masową skalę sprowadzania aut używanych z zachodu, które były tańsze. We wczesnych latach 2000 Polska produkowała ok. 300 tys. pojazdów osobowych rocznie. Liczba ta podwoiła się krótko po wejściu Polski do Unii Europejskiej, a potroiła się ok. roku 2009. W 2001 roku powstało przedsiębiorstwo Solbus, w 2002 roku produkcję samochodów po upadłym Daewoo Motor Polska w Lublinie przejął producent silników Andoria-Mot, który następnie w 2003 roku przekazał ją przedsębiorstwu Intrall Polska, które zbankrutowało w 2007 roku. W 2003 roku zbankrutowały Zakłady Przemysłu Ciągnikowego „Ursus”. W 2004 roku większość produkcji samochodów ciężarowych Star przeniesiono do Austrii, a w 2006 roku wygaszono ją całkowicie w Starachowicach, kończąc tym samym historię produkcji tych ciężarówek w Polsce, a w 2009 roku likwidując całkowicie markę. W tym samym roku Daewoo-FSO powróciła do nazwy FSO i skupiła się na produkcji modeli FSO Lanos i Matiz. W 2005 roku rozpoczęła się budowa zakładów MAN Trucks w Niepołomicach.

### Ostatnie lata

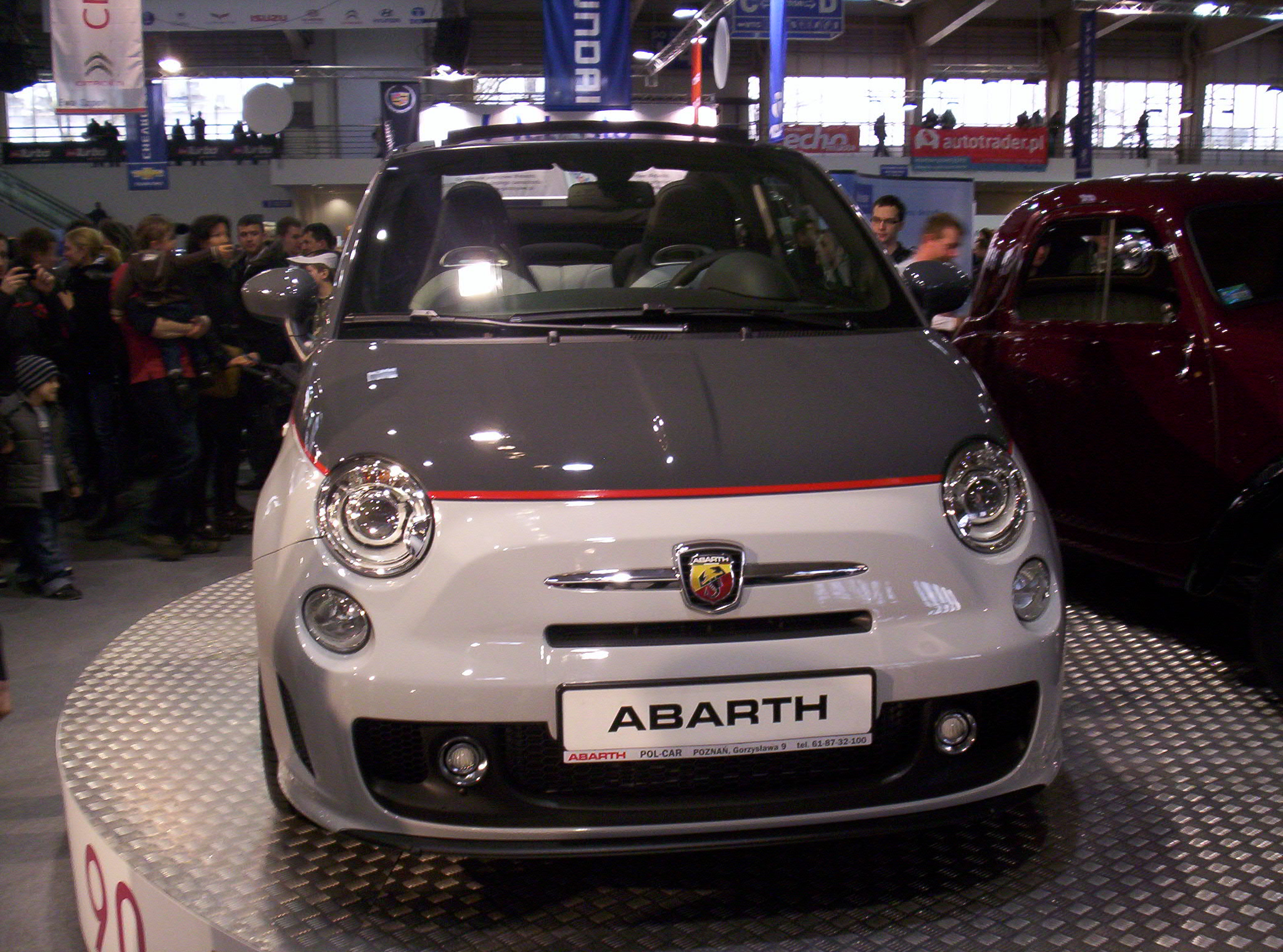
Abarth 500C (2011) produkowany w Polsce

W latach 2007–2009 Polska była największym producentem samochodów osobowych w Europie Środkowo-Wschodniej po Czechach i Rosji. Około roku 2010 Polski sektor motoryzacyjny stanowił 11% całej produkcji przemysłowej kraju i ok. 4% PKB. Zatrudniał 130 tys. osób, co przekładało się na produkcję 800–900 tys. samochodów rocznie. Większość produkcji przeznaczona jest na eksport, przede wszystkim do krajów Unii Europejskiej. W 2009 roku wartość eksportu z tego tytułu wynosiła 15,7 mld euro, co stanowiło 16% całego eksportu.
W następnych latach liczba produkowanych aut spadała, do 583 258 w 2013 roku. Dzięki takiej produkcji Polska zajmowała 23. miejsce na liśce największych producentów samochodów w świecie.
W 2008 roku powstało przedsiębiorstwo Arrinera, które jako pierwsze w Polsce zajęło się produkcją tzw. supersamochodów sportowych, w tym samym roku przedsiębiorstwo DZT Tymińscy przejęło fabrykę po upadłym Daewoo Motor Polska w Lublinie, a następnie Intrall Polska i rozpoczęło w 2009 roku produkcję Honkerów.
W lutym 2011 roku wygasła licencja na produkcję Aveo w FSO i nie została tu wznowiona produkcja nowej wersji tego modelu Chevroleta. Na decyzję tę miał wpływ nie tylko kryzys światowy (do końca sierpnia 2010 r. FSO wyprodukowało tylko 27,1 tys. samochodów, czyli o 41% mniej niż w 2009 r.), ale także wchodzący w życie traktat o wolnym handlu, w wyniku którego samochody sprowadzane z Korei Południowej do Unii Europejskiej zwolnione są z 10% cła. Od tego czasu przedsiębiorstwo zajmuje się m.in. produkcją podzespołów motoryzacyjnych. W 2017 r. Prokuratoria Generalna Rzeczypospolitej Polskiej, występując w imieniu Skarbu Państwa, wytoczyła firmie AwtoZAZ proces za niewywiązanie się ze zobowiązań zawartych w umowie zakupu akcji FSO (14 października 2005 roku ukraiński AwtoZAZ kupił za 100 zł od Skarbu Państwa kontrolny pakiet 19,9% akcji FSO, które dawały 84,31% głosów na walnym zgromadzeniu akcjonariuszy. Koncern zobowiązał się do inwestycji za 80 mln euro). Skarb Państwa domaga się od ukraińskiego przedsiębiorstwa odszkodowania w wysokości 250 mln zł. AwtoZAZ uznała stawiane jej zarzuty za bezpodstawne.
W 2012 roku Huta Stalowa Wola przejęła Jelcza, w efekcie zwiększona została produkcja ciężarówek oraz zatrudnienie.
W 2013 roku bankructwo ogłosił Autosan, jednak już w 2016 roku został przejęty przez dwie spółki należące do kontrolowanej przez Ministerstwo Skarbu Państwa Polskiej Grupy Zbrojeniowej i wznowił produkcję. W 2015 roku powstała spółka akcyjna pod nazwą Ursus Bus z udziałem dwóch akcjonariuszy: AMZ-Kutno S.A. i Ursus S.A. Przedsiębiorstwo zajmuje się produkcją autobusów i trolejbusów. W 2018 roku Ursus wykupił wszystkie akcje od AMZ-Kutno.
W 2016 roku w sektorze motoryzacyjnym działało 614 podmiotów gospodarczych, zatrudniających 180 tys. osób. W tym samym roku MAN Bus zamknął swój zakład w Sadach i skupił się tylko na produkcji w Starachowicach, a w 2017 roku zbankrutowała Kapena.
Największe marki samochodów produkowanych w Polsce to Fiat (FCA Poland, do 2015 roku Fiat Auto Poland, a do 1992 roku FSM), Volkswagen, Opel (w 2017 roku Opel kupiony przez francuski koncern PSA od amerykańskiego General Motors), MAN, Solaris, Ursus, Volvo i Melex. Z tych przedsiębiorstw historycznie Fiat miał największe znaczenie w Polsce. Produkcja samochodów na licencji Fiata rozpoczęła się w Polsce przed wojną, a ponownie po wojnie w 1967 roku.
Większość sektora jest obecnie w posiadaniu zagranicznych przedsiębiorstw.
Niektóre modele produkowane w Polsce w ostatnich latach to: Opel Astra III, IV i V, Fiat Panda oraz Fiat 500, Lancia Ypsilon, Ford Ka, Chevrolet Aveo.
W 2017 roku wyprodukowano w Polsce 689 729 samochodów, co dawało 4. pozycję pod względem produkcji samochodów w Europie Środkowo-Wschodniej, po Czechach, Rosji i Słowacji.

## Łączna produkcja pojazdów w Polsce
| Wyszczególnienie                                                        | 1980 | 1985 | 1990 | 1995 | 2000 | 2001 | 2002 | 2003 | 2004 | 2005 | 2006 | 2007 | 2008 | 2009 | 2010 | 2011 | 2012 | 2013 | 2014 | 2015 | 2016 |
| ----------------------------------------------------------------------- | ---- | ---- | ---- | ---- | ---- | ---- | ---- | ---- | ---- | ---- | ---- | ---- | ---- | ---- | ---- | ---- | ---- | ---- | ---- | ---- | ---- |
| Samochody osobowe w tys. szt.                                           | 351  | 283  | 266  | 366  | 532  | 364  | 288  | 334  | 522  | 540  | 632  | 698  | 842  | 819  | 785  | 741  | 540  | 475  | 473  | 535  | 555  |
| Pojazdy do transportu publicznego w tys. szt.                           | 13,1 | 8    | 3,9  | 1,4  | 2    | 1,6  | 1,7  | 1,8  | 4,2  | 5,4  | 6,1  | 3,6  | 4,6  | 4,9  | 4,6  | 5,1  | 4    | 4,2  | 5    | 5,1  | 5,3  |
| Samochody ciężarowe i ciągniki drogowe do ciągnięcia naczep w tys. szt. | 53,7 | 49,1 | 39   | 30,7 | 59   | 25,5 | 21   | 18,5 | 59   | 67,7 | 76,4 | 90,4 | 99,4 | 55,4 | 79,9 | 92,1 | 104  | 111  | 116  | 121  | 122  |

Produkcja samochodów w Polsce w tys.

Źródło: GUS, Rocznik Statystyczny Przemysłu 2017 tablice

## Przedsiębiorstwa i zakłady

### Aktywni producenci
| nazwa                     | miejscowość                                                                                              | specjalizacja                                                         | główny model/modele                                                        | rok powstania                                           | roczna produkcja  | zatrudnienie                       |
| ------------------------- | --- | --------------------------------------------------------------------- | -------------------------------------------------------------------------- | ------------------------------------------------------- | ----------------- | ---------------------------------- |
| AMZ-Kutno                 | Kutno | pojazdy specjalne, zabudowa pojazdów, autobusy (w spółce z Ursus Bus) |                                                                            | 1999                                                    | kilkaset          | 394 (2009)                         |
| Arrinera                  | Warszawa                                                                                                 | samochody sportowe                                                    | Arrinera Hussarya                                                          | 2008                                                    | brak              | 19 (2017)                          |
| Automet                   | Sanok | zabudowa pojazdów                                                     | Automet Apollo                                                             | 1990                                                    | ok. 200           | 250 (2016)                         |
| Autosan                   | Sanok | autobusy                                                              | Autosan Sancity 12                                                         | 1832                                                    | ok. 100           | 370 (2018)                         |
| Fabryka Samochodów Honker | Lublin                                                                                                   | samochody dostawcze i terenowe                                        | Honker                                                                     | 1948 (przejęcie tradycji FSC Lublin przez DZT Tymińscy) | kilkaset          | 170 (2013)                         |
| Stellantis Tychy Plant    | Tychy, Bielsko-Biała                                                                                     | samochody osobowe i silniki                                           | Fiat 600, Abarth 600, Jeep Avenger, Alfa Romeo Junior                      | 1992 (przejęcie FSM)                                    | 273,8 tys. (2016) | 3091 (2016)                        |
| Stellantis Gliwice Plant  | Gliwice, Tychy                                                                                           | samochody osobowe i silniki                                           | Peugeot Boxer, Citroën Jumper, Fiat Ducato, Opel Movano, Toyota ProAce Max | 1996                                                    | 165 tys.          | 3370 (2018)                        |
| Jelcz                     | Jelcz-Laskowice                                                                                          | samochody ciężarowe                                                   |                                                                            | 1952                                                    | 400               | 500 (2015)                         |
| Melex                     | Mielec                                                                                                   | pojazdy elektryczne                                                   | Melex 4xx                                                                  | 1971                                                    | ok. 1 tys.        | 140 (2017)                         |
| MAN Bus                   | Starachowice (po przejęciu fabryki Stara w 1999 r.), wcześniej także zamknięty w 2016 r. zakład w Sadach | autobusy miejskie                                                     | MAN Lion’s City                                                            | 1996                                                    | pow. 1000         | 2500 (2018)                        |
| MAN Trucks                | Niepołomice                                                                                              | samochody ciężarowe                                                   |                                                                            | 2005                                                    | ok. 10 tys.       | 444 (2015)                         |
| NesoBus                   | Świdnik                                                                                                  | autobusy miejskie                                                     |                                                                            | 2022                                                    |                   | 110 (2022)                         |
| Scania Production Słupsk  | Słupsk                                                                                                   | autobusy miejskie                                                     |                                                                            | 1992 (powstanie spółki Scania-Kapena)                   | kilkaset          | 300 (2014)                         |
| Solaris Bus & Coach       | Bolechowo-Osiedle                                                                                        | autobusy, trolejbusy, tramwaje                                        | Solaris Urbino                                                             | 2001 (1999 powołanie marki w ramach Neoplan Polska)     | 1400              | 2600 (2018)                        |
| Solbus                    | Solec Kujawski                                                                                           | autobusy                                                              | Solbus Solcity 12                                                          | 2001                                                    | kilkadziesiąt     | 200 (2015)                         |
| Volkswagen Poznań         | Poznań i Września                                                                                        | samochody dostawcze i osobowe                                         | Volkswagen Caddy, Ford Transit Connect                                     | 1993 (przejęcie FSR)                                    | 185 tys.          | 11 000 (2018)                      |
| Volvo Buses Polska        | Wrocław                                                                                                  | autobusy                                                              |                                                                            | 1996                                                    | ok. 1000          | 900 (razem z Volvo IT 1700) (2015) |

### Byli producenci
| nazwa                 | miejscowość                                 | specjalizacja                                              | główny model                      | rok powstania                                                                         | rok oraz powód likwidacji | zatrudnienie              |
| --------------------- | ------------------------------------------- | ---------------------------------------------------------- | --------------------------------- | ------------------------------------------------------------------------------------- | --- | ------------------------- |
| Andoria-Mot           | Lublin                                      | samochody dostawcze i terenowe                             | Andoria Lublin 3                  | 2002, przejęcie przez producenta silników produkcji samochodów po Daewoo Motor Polska | 2003, przekazanie produkcji spółce Intrall Polska | 400 (2002)                |
| AS                    | Warszawa                                    | samochody osobowe i dostawcze, podwozia, przyczepki        | AS S1/S2                          | 1924                                                                                  | 1939, II wojna światowa | –                         |
| CWS                   | Warszawa                                    | samochody osobowe, silniki, wozy pancerne, motocykle       | CWS T-1                           | 1918                                                                                  | 1928, włączenie CWS w struktury PZInż, 1931 likwidacja marki | 1000 (1926)               |
| Daewoo-FSO            | Warszawa                                    | samochody osobowe i dostawcze                              | Daewoo-FSO Polonez i Daewoo Lanos | 1996                                                                                  | 2004, bankructwo koncernu Daewoo | 3300 (2002)               |
| Daewoo Motor Polska   | Lublin                                      | samochody dostawcze, terenowe i osobowe                    | Daewoo Lublin                     | 1995, przejęcie FS Lublin                                                             | 2001, bankructwo koncernu Daewoo | 4550 (1999)               |
| FSC/FS                | Lublin, Węgrów                              | samochody ciężarowe i dostawcze                            | FSC Żuk                           | 1948                                                                                  | 1995, przejęcie przez Daewoo | 14 000 (1981)             |
| FSM                   | Bielsko-Biała, Tychy                        | samochody osobowe i dostawcze                              | Polski Fiat 126p                  | 1948                                                                                  | 1992, przejęcie przez Fiata | 25 tys. (początek lat 90) |
| FSO                   | Warszawa                                    | samochody osobowe i dostawcze                              | FSO Polonez i Polski Fiat 125p    | 1948                                                                                  | 2011, zaprzestanie produkcji samochodów w wyniku kryzysu światowego i wejścia w życie traktatu o wolnym handlu, w wyniku którego samochody sprowadzane z Korei Południowej do UE zwolnione są z 10% cła; od tego czasu FSO zajmuje się m.in. produkcją podzespołów motoryzacyjnych | 20 500 (1996)             |
| FSR/Tarpan            | Poznań                                      | samochody dostawcze i terenowe                             | FSR Tarpan i Tarpan Honker        | 1953                                                                                  | 1996, przejęcie przez Volkswagena | 3600 (lata 70.)           |
| Intrall Polska        | Lublin                                      | samochody dostawcze i terenowe                             | Intrall Lublin 3Mi                | 2003, Andoria-Mot przekazała produkcję spółce Intrall Polska                          | 2007, bankructwo spółki Intrall | ok. 300 (2007)            |
| Kapena                | Włynkówko                                   | autobusy i trolejbusy                                      | Kapena Thesi                      | 1968, w 2000 roku przejęta przez włoski koncern Cacciamali SpA                        | 2017, bankructwo spółki | 80 (2017)                 |
| K. Rudzki i S-ka      | Warszawa                                    | m.in. samochody osobowe                                    | Ralf-Stetysz                      | Od 1924 r. produkcja w Paryżu, a w 1927 r. przeniesiona do zakładów K. Rudzki i S-ka  | 1929, pożar fabryki | –                         |
| Leopard Automobile AB | Mielec (fabryka, siedziba główna w Szwecji) | samochody sportowe                                         | Leopard 6 Litre Roadster          | 1995                                                                                  | 2014, bankructwo przedsiębiorstwa | 5 (2014)                  |
| LRL                   | Warszawa                                    | m.in. samochody osobowe i ciężarowe koncernu GM            | Chevrolet Master                  | 1866, produkcja samochodów od 1936                                                    | 1944, zakłady zniszczone przez Niemców po powstaniu warszawskim | 3500 (1938)               |
| Neoplan Polska        | Bolechowo-Osiedle                           | autobusy                                                   | Neoplan N4016                     | 1994                                                                                  | 2001, przekształcenie w Solaris Bus & Coach | 36 (1996)                 |
| PZInż                 | Warszawa                                    | m.in. samochody osobowe i ciężarowe                        | Polski Fiat 508                   | 1928                                                                                  | 1939, zbombardowane, a w 1944 r. całkowicie zniszczone przez Niemców | 5422 (1935)               |
| Star                  | Starachowice                                | samochody ciężarowe                                        | Star 200 i Star 266               | 1948                                                                                  | 2006, zakończenie przez koncern MAN produkcji ciężarówek, a w 2009 roku likwidacja marki Star | 22 000 (1976)             |
| Ursus & Ursus Bus     | Lublin                                      | autobusy, trolejbusy, samochody osobowe, ciągniki rolnicze | Ursus City Smile                  | 1893 (POL-MOT Warfama w 2012 roku przejął prawa do marki ZPC Ursus)                   | 2021, bankructwo | 794 (2016)                |
| WSK Mielec            | Mielec                                      | m.in. samochody osobowe                                    | Mikrus MR-300                     | Od 1957 roku produkcja samochodów Mikrus w mieleckich zakładach lotniczych            | W 1960 roku zakończenie produkcji Mikrusów | –                         |
| ZSD/FSD/Nysa Motor    | Nysa                                        | samochody dostawcze                                        | FSO Polonez Truck i ZSD Nysa      | 1952, w 1986 r. ZSD wszedł w skład FSO                                                | 2003, bankructwo koncernu Daewoo | ponad 2 tys. (lata 90)    |

## Produkcja kamperów, naczep, przyczep, pojazdów specjalnych i innych
- Hydrocar – marka samochodu na wodór stworzonego w 2015 roku pod nazwą Hydrocar Premier przez Riot Technologies – firmę spin-off Akademii Górniczo-Hutniczej oraz Wojskową Akademię Techniczną[78].
- Hydros – marka dźwigów samojezdnych produkowanych do lat 90. przez Hutę Stalowa Wola[79].
- Niewiadów – producent wszelkiego rodzaju przyczep (w tym kempingowych) oraz kamperów z siedzibą w Niewiadowie, historia przedsiębiorstwa sięga 1920 roku, a produkcja przyczep trwa od 1966 roku[80].
- Polski Fiat – początkowo polski oddział Fiata założony w 1920 roku i zajmujący się sprzedażą samochodów, a następnie marka produkowanych lub montowanych samochodów w Polsce na licencji włoskiego koncernu Fiat, używana przez PZInż w latach 1932–1939 oraz przez FSO w latach 1967–1983 i FSM (od 1992 r. Fiat Auto Poland) w latach 1973–1994[81][82][83].
- Wielton – producent naczep, przyczep i zabudów samochodowych, spółka została założona w 1996 roku w Wieluniu. Należy do grona trzech największych producentów naczep, przyczep i zabudów samochodowych w Europie oraz znajduje się wśród dziesięciu największych przedsiębiorstw w branży na świecie[84].

## Produkcja silników
Produkcją silników w Polsce zajmuje się krajowa Wytwórnia Silników Wysokoprężnych Andoria, założona w 1945 roku w Andrychowie i produkująca silniki od 1947 roku, zatrudnia blisko 500 osób. Oprócz tego silniki, a także skrzynie biegów produkuje od 1999 roku spółka Toyota Motor Manufacturing Poland, która w Wałbrzychu i Jelczu-Laskowicach zatrudnia ok. 2 tys. osób. Produkcją jednostek napędowych w Polsce zajmują się także zakłady Fiata w Bielsku-Białej, Opla w Tychach oraz Volkswagena w Polkowicach.

## Targi motoryzacyjne w Polsce
Przed II wojną światową samochody produkowane w Polsce prezentowane były podczas Międzynarodowych Targów Poznańskich oraz Targach Wschodnich we Lwowie (oba założone w 1921 roku). Po II wojnie światowej samochody krajowe prezentowano na Międzynarodowych Targach Poznańskich, od 1992 roku na MTP ruszyły Międzynarodowe Targi Motoryzacyjne, które w 2000 roku przyjęły nazwę Poznań Motor Show i do dziś pozostają największymi targami tego typu w kraju i Europie Środkowo-Wschodniej. W 2015 roku ruszyła pierwsza edycja Międzynarodowych Targów Motoryzacyjnych Warsaw Moto Show w Nadarzynie pod Warszawą.